# 心臓ペースメーカー

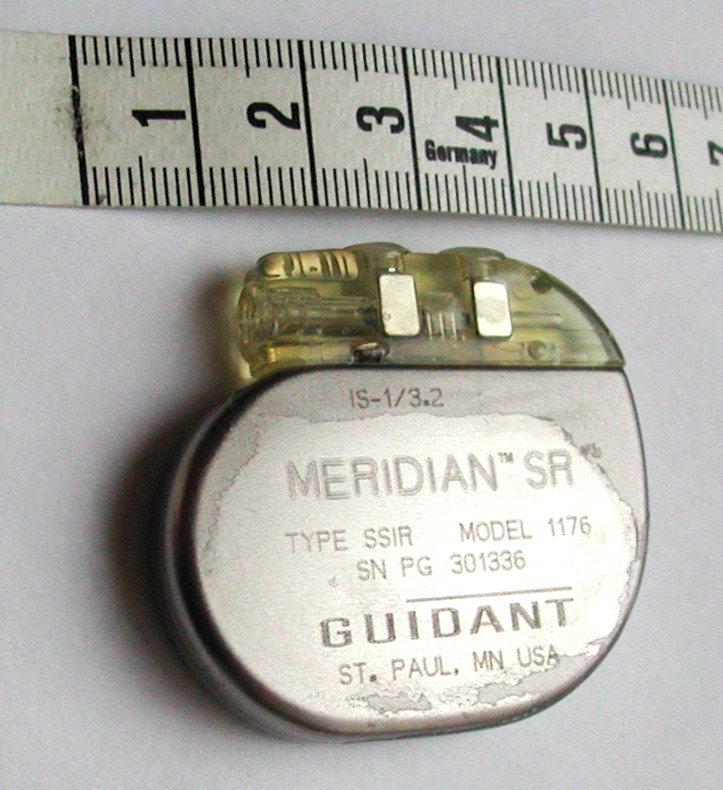
心臓ペースメーカー（米GUIDANT社製）

人工心臓ペースメーカー（じんこうしんぞうペースメーカー、英: artificial cardiac pacemaker）は、洞結節（いわゆる自然のペースメーカー）の代わりに心臓に人工的に電気パルスを与えることで、必要な心収縮を発生させる医療機器である。
電気パルスの生成装置である本体と、生成した電気パルスを心筋に伝達するための導線から構成される。前者はペーサーまたはパルスジェネレーターとも呼称し、後者はリードまたは電極と呼称される。心臓ペースメーカは狭義には本体のみを指し、広義には本体とリードを含むシステム全体を指す。

## 概要
不整脈の中には、洞不全症候群や房室ブロック、心房細動などに代表される徐脈を起こす疾患群がある。これらの不整脈の一部には、放置すると心不全を合併したり、致死的な心停止に発展する可能性のある病態が存在する。心臓ペースメーカーは、このような場合に、適切な機能を喪失した本来の心臓の刺激伝導系に代わって心筋を刺激し、必要な心収縮を発生させる治療に使用される医療機器である。また現在では徐脈治療以外に、一部の心房性頻脈性不整脈を治療する機能のあるもの、慢性心不全の治療を目的としたものが存在する。
心臓ペースメーカーは、不整脈疾患・心不全治療のために恒久的な使用を前提とした体内植込み式のものと、治療可能な別の要因による徐脈の一時的な治療・（心臓手術後などの）徐脈の予防・ペースメーカーの植込み手術までの短期的な徐脈治療などを目的とした体外式のものがある。前者は植込み型ペースメーカー・パーマネントペースメーカーなどと呼ばれ、手術により本体とリードは完全に患者体内に埋没される。後者はテンポラリーペースメーカー・一時ペースメーカー等と呼称され、リードの一端は心筋に接触し、もう一端を体外に設置する本体に接続する形態をとる。徐脈の原因が解除または植込み型ペースメーカーの植込みが完了すれば、リードは抜去される。

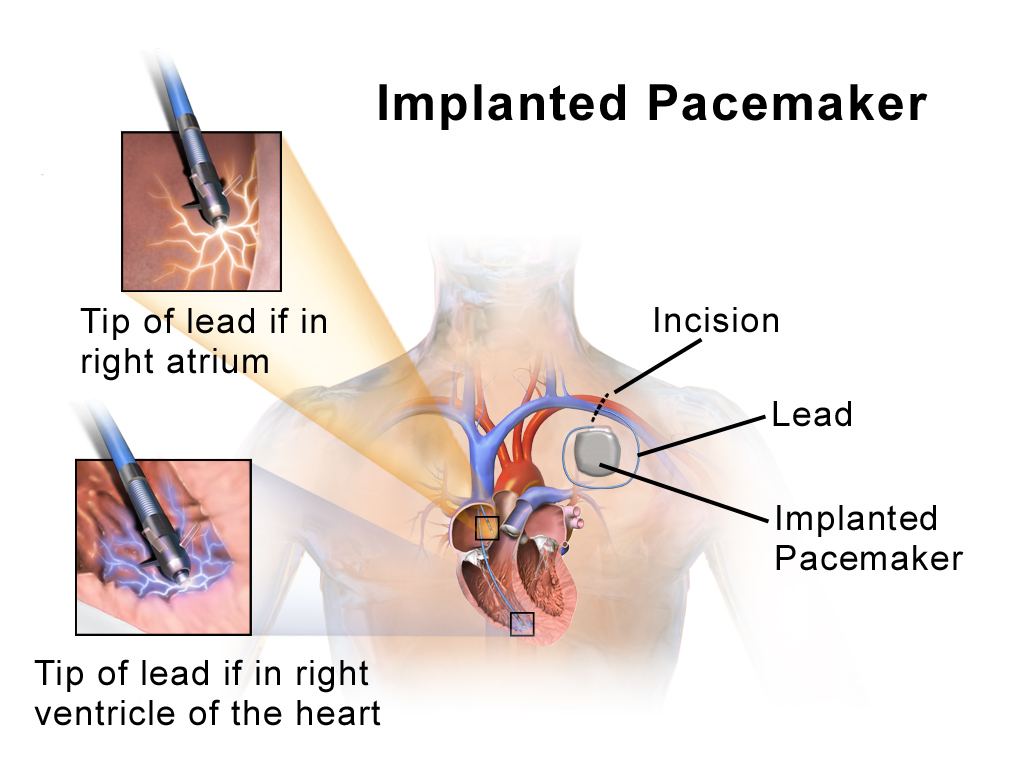
ペースメーカーの付け方

植込み型ペースメーカーは体内に留置される形態であることから、電池が消耗した場合には本体そのものを交換するための手術が必要となる。電池はペースメーカー本体の中に封入されていることから、電池交換は本体そのものの交換を意味する。現在使用されている多くの植込み型心臓ペースメーカーはリチウム電池が使用されており、電池寿命が約6～8年となるものが多いが、電池寿命はペースメーカーの動作様式、出力の大きさ、患者のペースメーカー依存度によって大きく変わる。またペースメーカーは患者の心臓の状態・疾患に応じ、電気刺激の様式を調整するのが一般的である。現在の植え込み型ペースメーカーはプログラマーと言われる専用の装置により無線通信で体内のペースメーカーとの交信を行うことができるため、侵襲的な方法を用いることなくペースメーカーの設定調整・検査等ができる。

## 歴史
最初のペースメーカーは、1932年、アメリカの生理学者であるアルバート・ハイマンにより開発された。ハイマンの作ったものは手回しによって発電し、その電気ショックを心臓に送って心筋を動かすものである。ハイマン自身はこの装置に「artificial pacemaker （人工ペースメーカー）」と名づけた。このペースメーカーという言葉が後に広く使われることとなる。
初期のペースメーカーは体外式のみであり、1950年にカナダ人の技術者ジョン・ホップス (John Hopps) によって設計・製作された。これは、使用者にとって大きな苦痛を伴った。1950年代後半の心臓ペースメーカーは大きくかさばり、商用電源を利用しなければならなかった。停電時は装置が停止する危険性があり、患者は生命の危険に晒されるというリスクがあった。また当時のペースメーカーは、一定時間ごとに電気ショックを心筋に流すだけであり、血流や血圧の状況に応じて電流・電圧を制御することが出来なかった。
1958年にアメリカの工学者であるアール・バッケン (Earl Bakken) によって、電池を使用したポータブルタイプの体外式ペースメーカーが開発され、患者は病院内を移動することが可能になった。また同年、スウェーデンのルネ・エルムクヴィスト（Rune Elmqvist）らによって、体内植込み式の心臓ペースメーカーが試作された。しかしこの植込み式のペースメーカーも、動作電源が問題となった。当時植え込み型ペースメーカーの電源に用いられた水銀電池の電源寿命はこの用途ではおよそ2年であり、2年ごとにペースメーカーの電池を取り替えるため大規模な手術を施さなければならず、患者に大きな負担を強いることになった。

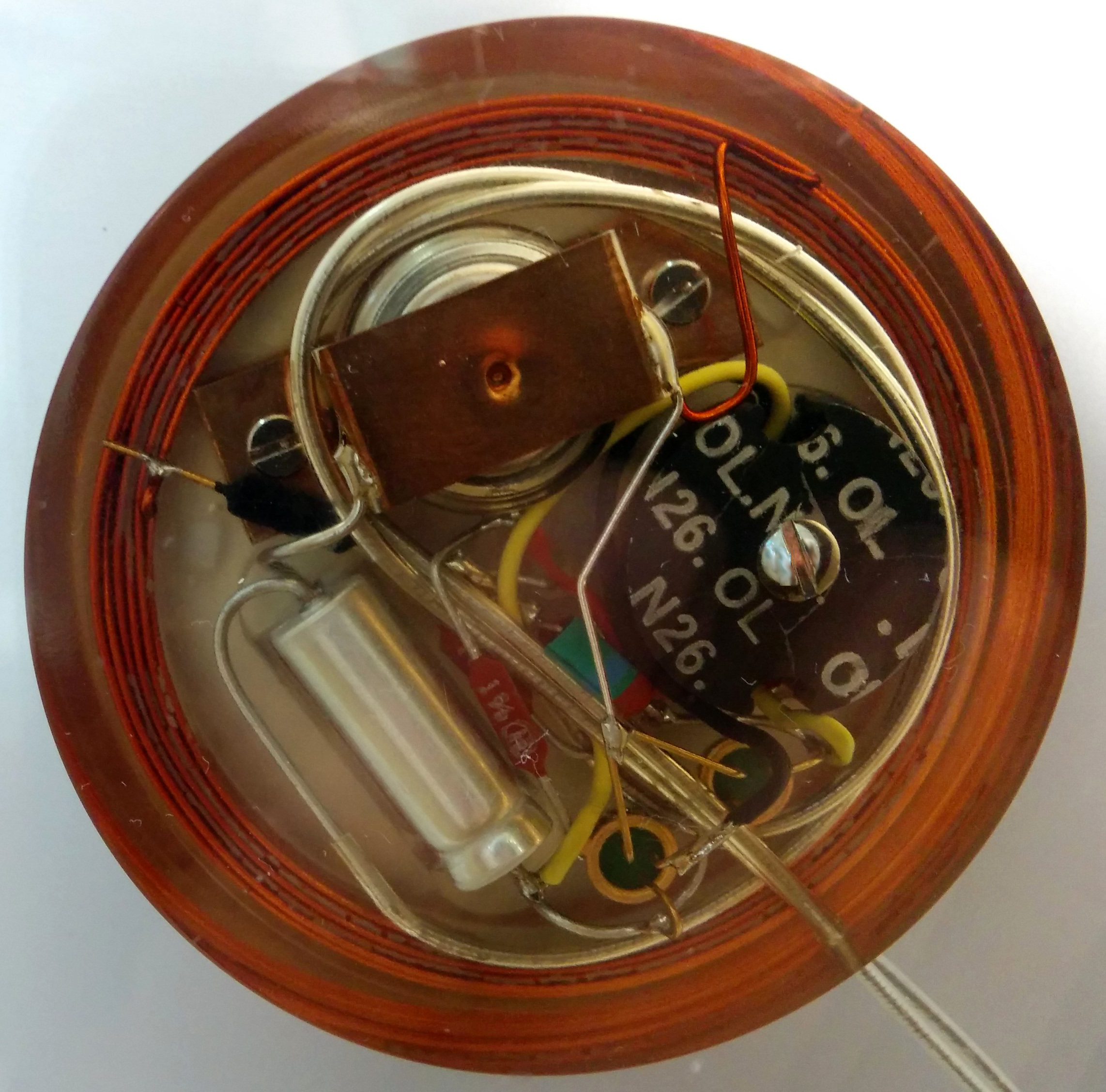
世界初のペースメーカー

1960年代になると、動作電源の問題を解決するため、電源に、プルトニウムの同位体であるプルトニウム238の原子力電池が用いられるペースメーカーも開発された。
1970年代初頭になるとリチウム電池の性能が上がり、各種手続きの面倒な原子力電池の代わりに植込み型ペースメーカーの主要な電源として使われるようになった。リチウム電池は原子力電池と比べると短命だが、それでも水銀電池よりも長い期間安定した電力が取り出せ、放射性でないために規制も少なく、以来現在まで植え込み型ペースメーカーの主要な電源として広く使われている。

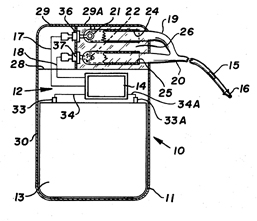
世界初のリチウム電池仕様ペースメーカー

## 基本機能

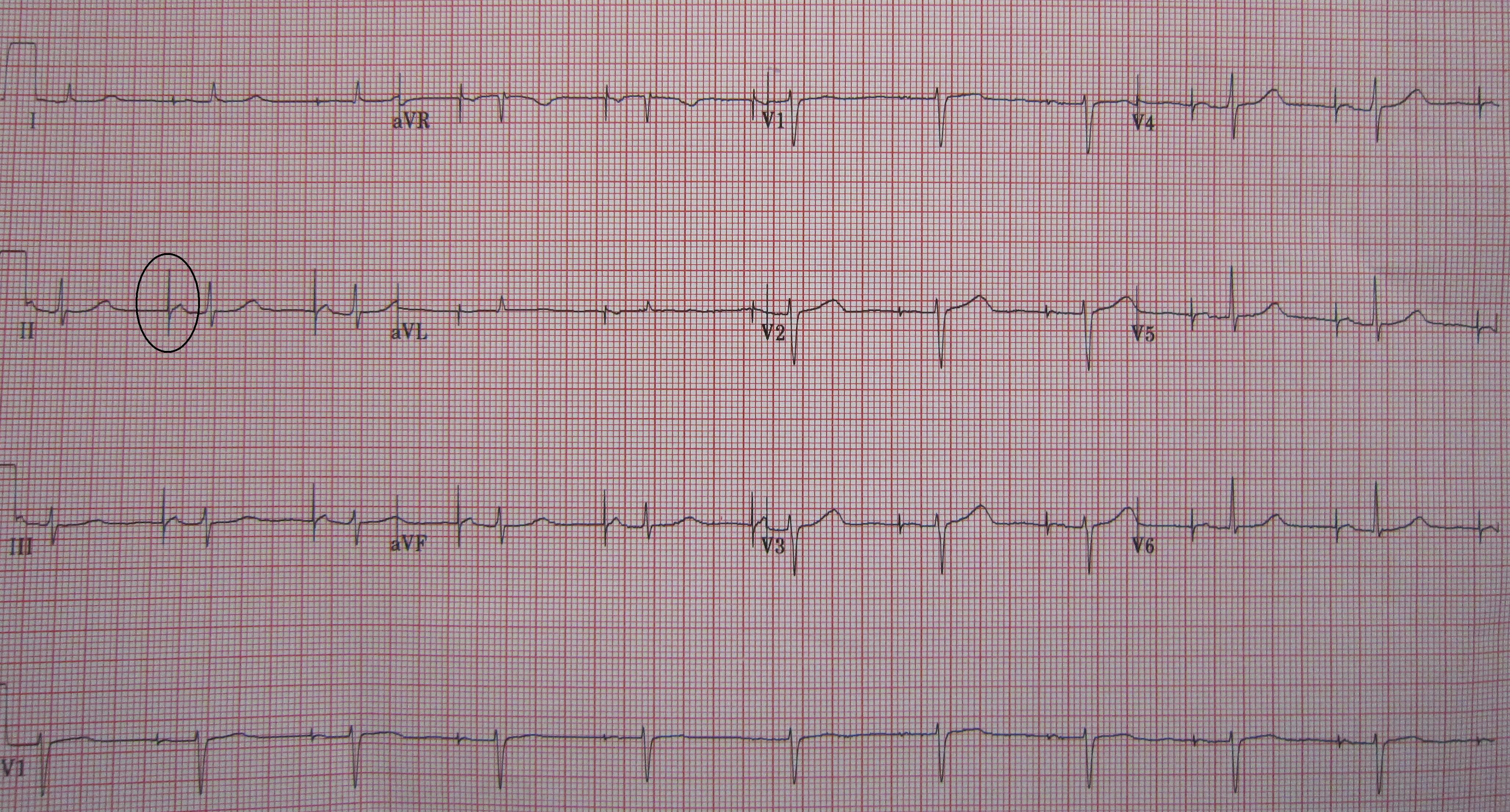
心房ペーシングの心電図。通常P波がある場所にペーシングのスパイクが見えるのに注意（丸印を付けてある箇所）

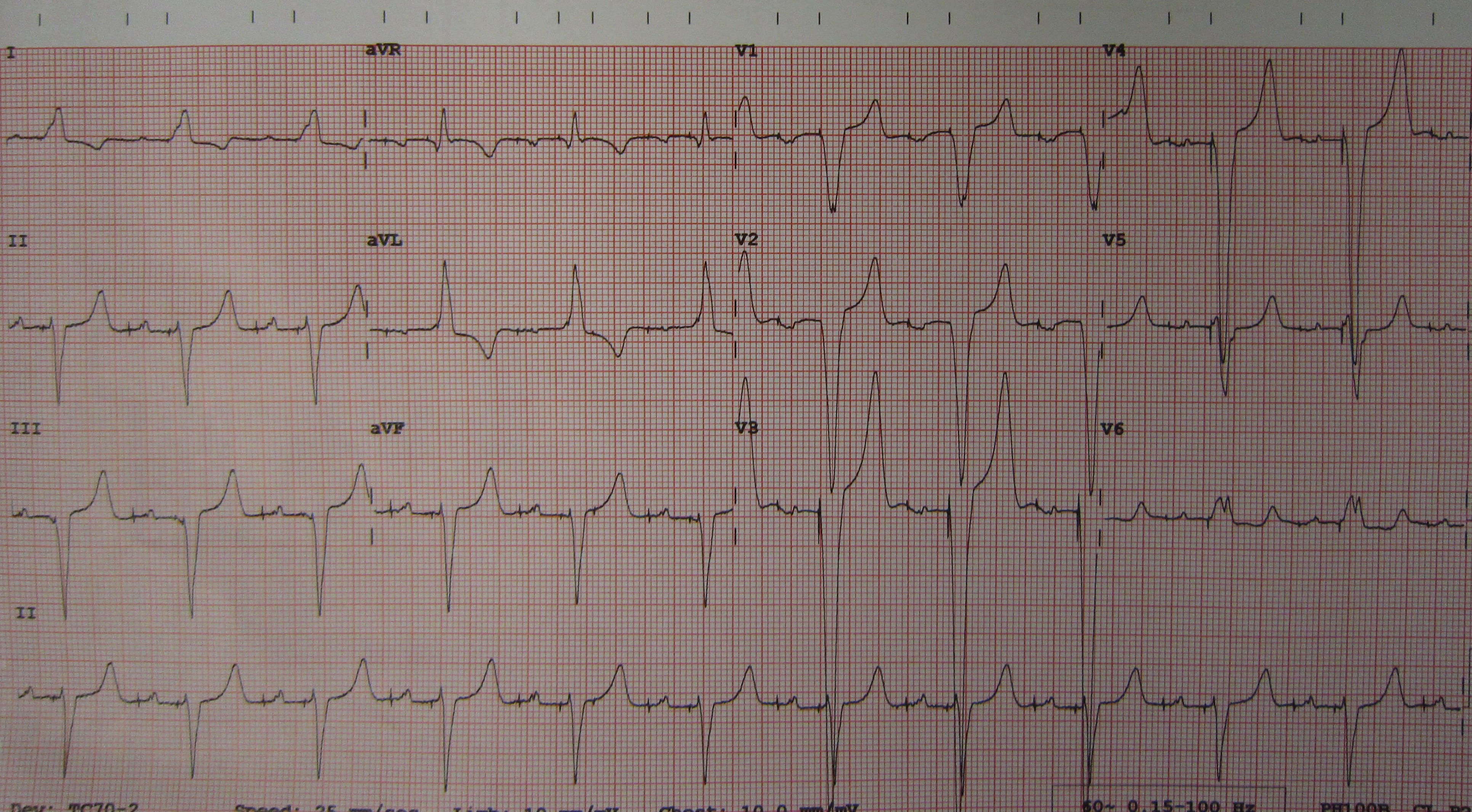
デュアルチャンバー（二腔）ペーシングの心電図。

現代的なペースメーカーは通常複数の機能を併せ持っている。最も基本的なものは、元々の心臓自体の脈（自脈）の電気的リズムを検知する機能である。通常拍動がある時間の間に自脈を検知しなければ、ペースメーカーは心室を短時間定電圧で刺激する。この検知（センシング）と刺激（ペーシング）の機能が心拍動ごとに繰り返される。
より複雑な機能として、心房と心室それぞれに対してセンシングとペーシングの機能を持つものがある。
| I                     | II             | III                   | IV                              | V                        |
| --------------------- | -------------- | --------------------- | ------------------------------- | ------------------------ |
| ペーシング部位        | センシング部位 | 制御方法              | 心拍応答機能                    | 抗頻拍作用               |
| O = None（無し）      | O = None       | O = None              | O = None                        | O = None                 |
| A = Atrium（心房）    | A = Atrium     | T = Triggered（誘発） | R = Rate modulation（心拍応答） | P = Pacing（ペーシング） |
| V = Ventricle（心室） | V = Ventricle  | I = Inhibited（抑制） |                                 | S = Shock（ショック）    |
| D = Dual (A+V，両方)  | D = Dual (A+V) | D = Dual (T+I)        |                                 | D = Dual (P+S)           |

最も基本的な「オンデマンド」のペーシングモードは VVI、もしくは運動に応じた心拍応答機能を備えた VVIR である。このモードは心房細動の時などのように、心房との同期が必要ない時に適している。それに対応する心房のペーシングモードが AAI または AAIR で、これは房室伝導が正常だが自身のペースメーカーである洞房結節が機能不全である時、例えば洞不全症候群 (sick sinus syndrome, SSS) の時などに使用される。問題になるのは房室ブロック (AVB) の場合で、ペースメーカーは心房の電位をセンスした後、通常の房室興奮伝導時間（0.1～0.2秒）経過したタイミングで心室をペーシングしなければならない（但し、既に心室が拍動している場合はペーシングしない）。この場合に使用するのが VDD モードであり、洞機能さえ正常であれば、心房のセンシング用の電極と心室のセンシング・ペーシング用の電極からなる1本のリードで DDD に近い生理的ペーシングが可能である。DDDR モードは最も広く使われており、すべての機能をカバーすることが出来るが、心房・心室それぞれのリードが必要であり、また機能を有効に使用するためには注意深く設定を行う必要がある。

## ペーシング機能を持つその他の機器
時にペースメーカーの機能に類似した、植込み型除細動器 (ICD) と呼ばれる機器が植え込まれることがあり、致死性不整脈に起因する突然死のリスクを抱えた患者に対する治療として使用される。ICDはペーシング、除細動 (defibrillation)、同期性通電 (cardioversion) といった種々の不整脈を治療する機能を持っている。ICDには心室細動 (Vf) と心室頻拍 (VT) を識別可能なものもあり、VTの場合は自脈より高いレートでペーシングを行い、VTを止めてVfへの移行を防ぐことが出来る。この機能はオーバードライブペーシング (overdrive pacing) と呼ばれ、リズムがVTの場合にのみ有効である（Vfには無効）。
| I              | II                   | III                         | IV                 |
| -------------- | -------------------- | --------------------------- | ------------------ |
| ショック部位   | 抗頻拍ペーシング部位 | 頻拍検知部位                | 徐脈ペーシング部位 |
| O = None       | O = None             | E = Electrogram（心電図）   | O = None           |
| A = Atrium     | A = Atrium           | H = Hemodynamic（循環動態） | A = Atrium         |
| V = Ventricle  | V = Ventricle        |                             | V = Ventricle      |
| D = Dual (A+V) | D = Dual (A+V)       |                             | D = Dual (A+V)     |

| ICD-S | ICD with shock capability only（ショック機能のみ）                                        |
| ICD-B | ICD with bradycardia pacing as well as shock（ICD-Sに徐脈ペーシング機能を付加）           |
| ICD-T | ICD with tachycardia (and bradycardia) pacing as well as shock（ICD-Bに抗頻拍機能を付加） |

## 電磁波・医療機器の影響

### 一般機器の影響
一般生活で使用される機器の電気化・電子化・ワイヤレス化に伴い、これらの機器からの電磁波が人体や植込み型心臓ペースメーカーシステムに到達する機会は増えてきている。

ペースメーカー使用者進入禁止マーク

一般生活で使用または接近する可能性のある機器のうち、厚生労働省・総務省・日本不整脈デバイス工業会より植込み型心臓ペースメーカーへの電磁波の影響について注意喚起されている機器の例として、以下のようなものがある。
- 携帯電話 - スマートフォン
- 無線LAN - Wi-Fi - Bluetooth
- IH炊飯器・IH調理器 - 電子レンジ
- 漏電している機器
- 低周波治療器・高周波治療器 - 電位治療器
- 電気風呂
- 体脂肪計
- スマートキーシステム
- 電子商品監視装置（EAS機器。図書館や店舗などの盗難防止装置等）
- ワイヤレスカードシステム（SuicaやPASMOなどの交通系ICカード、セキュリティカード等）
- RFID機器（電子タグの読み取り機）
- ワイヤレス電力伝送
- 全自動麻雀卓
- 空港の金属探知機
  - 装着者は、保安検査を受ける際にペースメーカー手帳あるいはICD手帳を係員に提示して、金属探知器を用いない方法での検査を受けるようにとのアナウンスがされている。

など
また現在普及が進んでいる電気自動車やプラグインハイブリッド自動車の充電に用いられる急速充電器から発せられる電磁波が影響を与えることも懸念されている。
2010年（平成22年）の総務省の調査では、携帯電話やPHSの発する電波は、ペースメーカーの動作には大きな影響が見られないことが発表された。ただし、旧型の携帯電話端末や心臓ペースメーカーが使用されている可能性を踏まえ、「携帯電話端末の使用及び携行に当たっては、携帯電話型端末を植え込み型心臓ペースメーカー装着部位から22cm以上離すこと」とした、
1997年度（平成9年度）の指針は現在でも妥当であるとしている。
2013年（平成25年）1月、総務省は距離指針を改正し、15cmに緩和し、「満員電車などでは電源を切るよう配慮することが望ましい」という1文を削除した。
2Gの携帯電話では影響が考えられたが、3GやLTEではほとんど影響がないとされたことを受け、2014年（平成26年）7月、関西地区の私鉄とJRでは携帯電話電源オフ規制は「混雑時、優先席付近だけ」とした。2015年（平成27年）10月、東日本旅客鉄道（JR東日本）をはじめとする東日本地方の鉄道各社も、「車内での通話は控え、混雑時のみ電源を切る」方針に改めた。
東京女子医大循環器内科臨床教授の庄田守男は、規制が正しい理解を妨げるとしている。
過去には以下のような事例がある。
- 1996年（平成8年）と1997年（平成9年）に、不要電波問題対策協議会（現：電波環境協議会）が「医用電気機器への電波の影響を防止するための携帯電話等の使用に関する指針」が公表され、この中で協議会が収集したデータに基づく暫定指針として、「携帯電話はペースメーカー装着部位から22cm以上離すことが望ましい」とされた[24][25]。
- 2000年（平成12年）に電波産業会が総務省からの委託調査の結果として「ペースメーカーと携帯電話を22cm以上離すこと」は妥当であるとして発表[26]。
- 2003年（平成15年）頃まで公共交通機関等でもペースメーカーへの影響を理由とした携帯電話使用の制限に関するアナウンスが行われていたが、現在は「ペースメーカー」という言葉は削除され、マナーを重視したアナウンスがなされている。

### 医療機器の影響

#### MRI
従来ペースメーカー植込み患者に対してはMRI検査は避けるべき、あるいは原則禁忌とされていたが、一定の条件を満たした場合にMRI検査が可能となる条件付きMRI対応 (MR Conditional) に分類される植込み型心臓ペースメーカーが2008年にCEマークを取得し臨床使用されている。
日本では2012年に条件付きMRI対応に分類される植込み型心臓ペースメーカーが薬事承認を受け、2012年10月より使用が開始されている。日本においては、従来の心臓ペースメーカーおよびリードも含め、体内にMRI対応していない植込み機器がある場合にはMRI検査は原則禁忌となっている。またハードウェアとしての構成が条件付きMRI対応であっても、MRI検査時期において患者・ペースメーカー・MRI検査様式等のパラメータが規定条件をクリアしていなければ、従来のペースメーカーと同様にMRI検査は原則禁忌となる。2013年5月時点において条件付きMRI対応ペースメーカーは複数のメーカーのものが日本で薬事承認・使用されているが、MRI撮像部位や撮像時間等が限定されるものやされないものがあり、MRIへの適応度合は一律ではない。

#### CT
X線CT検査により植込み型心臓ペースメーカーでオーバーセンシングが起きる可能性が指摘され、2005年に厚生労働省よりすべてのペースメーカーに対する製品添付文書の改訂指示が出されている。指示によれば、CT検査でのX線束がペースメーカー本体部分を走査するのに要する時間に注目しており、5秒以内であれば特別な対応を必要としていない。この事象はCT装置からのX線束がペースメーカーにとって強弱のあるパルス状のエネルギーとして到達することで起き得る現象であり、原理上は現在流通している植え込み型ペースメーカーであれば普遍的に起き得るが、現在使用されている多くのCT装置の性能では、CTが本体上を走査するのに5秒以上かかるケースはごく稀である。

#### X線
被検査者の放射線被曝量を低減するために、近年のX線診断装置では断続的なパルス状にX線を照射する方式が選択できる。2009年にこのパルス状X線照射により植え込み型心臓ペースメーカーにオーバーセンシングが起きたケースが確認され、同年に厚生労働省よりすべてのペースメーカーに対する製品添付文書の改訂指示が出されている。指示ではパルス状X線照射がペースメーカー本体部にかからないように注意を喚起している。